# Demis Roussos
Artemios Ventouris-Roussos (in greco Αρτέμιος Βεντούρης-Ρούσσος?, AFI: [arˈdemios venˈduris ˈrusos]), detto Demis (Ντέμης?, [ˈdemis]); Alessandria d'Egitto, 15 giugno 1946 – Atene, 25 gennaio 2015), è stato un cantante e bassista greco.

## Biografia
Nato in Egitto ad Alessandria nel 1946 da genitori di origini greche, tornò nel paese di origine dopo la perdita di tutti gli averi familiari, in seguito alla crisi di Suez del 1956. In gioventù Roussos aveva appreso il solfeggio e aveva imparato a suonare la chitarra e la tromba, divenendo inoltre cantante solista nel coro della Chiesa ortodossa di Alessandria d'Egitto.

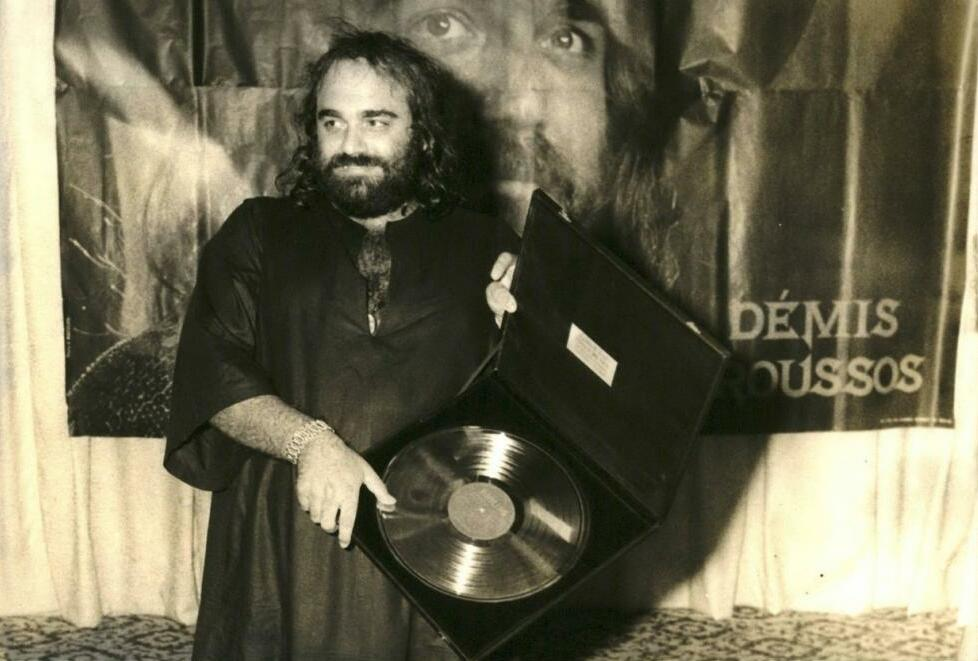
Demis Roussos nel 1973

In Grecia Demis Roussos entrò in diversi gruppi musicali (The Idols, Minis, The Stormies, We Five e soprattutto Aphrodite's Child), prima di iniziare la carriera da solista. Il gruppo degli Aphrodite's Child, del quale ha fatto parte dalla loro origine fino allo scioglimento, ha prodotto singoli di successo come It's Five O'Clock, Rain and Tears, Spring, Summer, Winter And Fall, I Want To Live e un album, 666. Il tastierista degli Aphrodite's Child, Vangelis Papathanassiou, diventerà famoso compositore di colonne sonore con il nome di Vangelis (Momenti di gloria, Blade Runner, Alexander). Demis Roussos è apparso anche in album solisti di Vangelis. Cantò Race to the End, adattamento vocale del tema portante della colonna sonora di Momenti di gloria (Chariots of Fire).
La carriera solista di Demis Roussos toccò l'apice negli anni settanta: nel 1971 vinse il Festivalbar con We Shall Dance, arrivata al quarto posto della classifica in Austria. Il singolo Forever and Ever arrivò al primo posto nelle classifiche di molti paesi (anche nella Official Singles Chart con l'EP The Roussos Phenomenon nel 1976), secondo nei Paesi Bassi e quarto in Austria nel 1973.

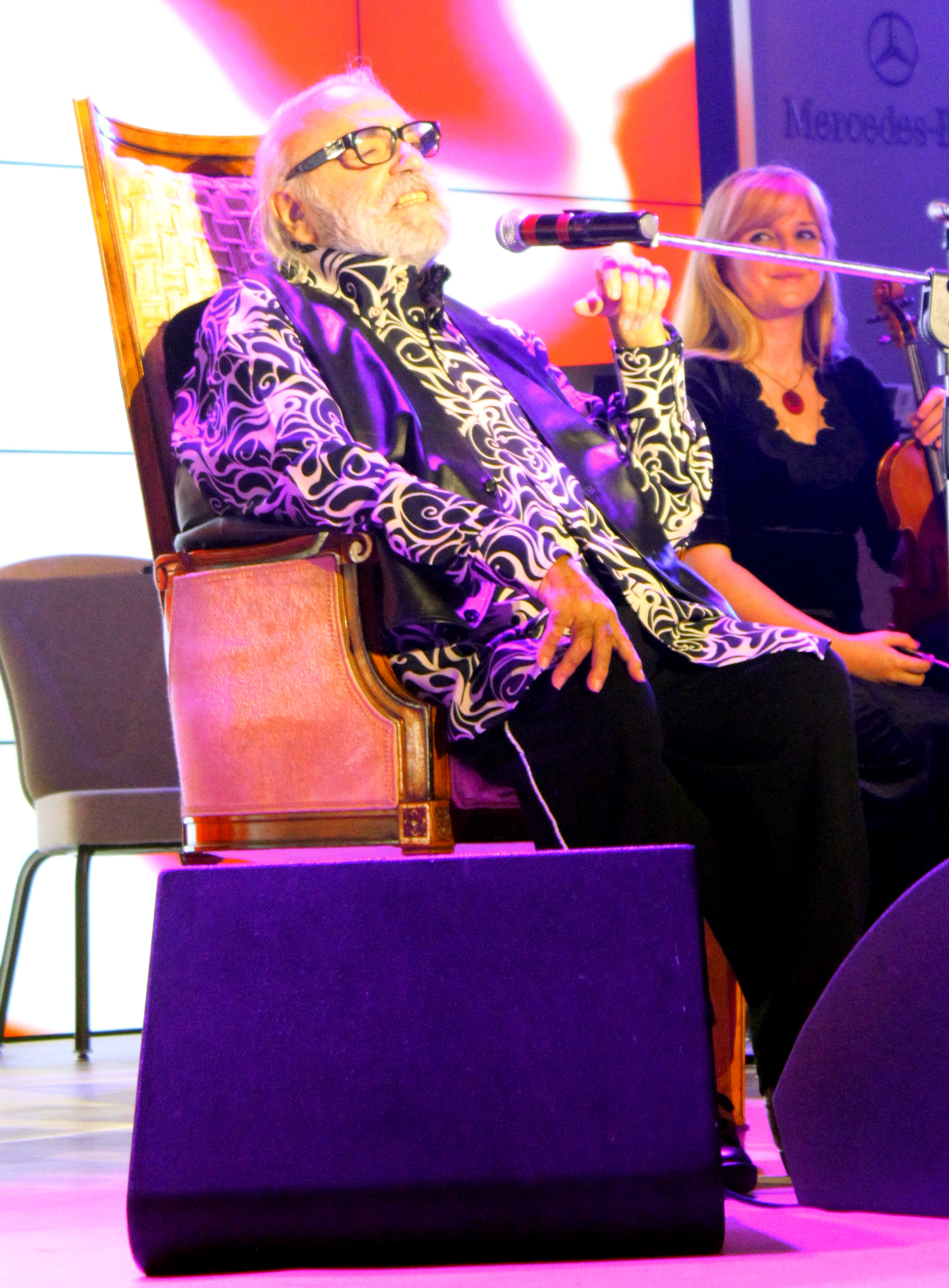
Demis Roussos durante una esibizione a Baku nel 2013

Altri successi furono My Friend the Wind prima nei Paesi Bassi per due settimane e settima in Germania Ovest nel 1973, My Reason prima nei Paesi Bassi per tre settimane nel 1972, Lovely Lady of Arcadia che nella versione Schönes Mädchen aus Arcadia arrivò prima per tre settimane nei Paesi Bassi, seconda in Svizzera, sesta in Germania Ovest e settima in Austria nel 1973 e Goodbye, My Love, Goodbye prima in Svizzera per 12 settimane e in Germania, seconda in Austria e terza in Norvegia.
Molto note furono Someday Somewhere che nel 1974 arrivò seconda nei Paesi Bassi, Auf Wiederseh'n sesta nei Paesi Bassi nel 1974, Perdoname sesta nei Paesi Bassi nel 1975, Happy to Be on an Island in the Sun quinta nella classifica dei singoli nel 1975, When Forever Has Gone seconda nel Regno Unito nel 1976 e la sua versione di Lost in Love degli Air Supply che arrivò quarta nei Paesi Bassi nel 1980.
Fu tra i passeggeri del volo TWA 847 dirottato il 14 giugno 1985 (stava venendo in Italia per partecipare a un festival di musica pop a Siena). Percependo una svolta nella sua vita, Demis Roussos si imbarcò in un'operazione di rilancio della sua immagine con l'album Time, che riscosse un discreto successo e con il singolo da discoteca Dance of Love. Nel 1988 il singolo Quand je t'aime arrivò terzo in Francia e nel 1990 On écrit sur les murs quarto, sempre in Francia.
Gli anni novanta videro ulteriori sostanziali uscite: si accordò con la BR Music nei Paesi Bassi per produrre Immortal, Serenade e In Holland, utilizzando una gran varietà di strumenti etnici e stili elettronici.
Demis Roussos ha continuato a registrare e a esibirsi dal vivo fino a poco prima della sua scomparsa. Nella primavera del 2002 fece un tour del Regno Unito. Nello stesso anno duettò con Ivana Spagna nel brano Tears of Love, inserito nell'album della cantante Woman.
Il 19 settembre 2008 fu tra gli ospiti della trasmissione della Rai I migliori anni, dove ringraziò il pubblico italiano perché proprio in Italia iniziò con successo la sua carriera come solista. Partecipò a I migliori anni nella serata del 31 ottobre e in quella finale del 5 dicembre 2008; nelle edizioni successive riapparve nelle puntate del 5 novembre e del 17 dicembre 2010: in quest'ultima ripropose Forever and ever.
Malato da tempo, morì in una clinica di Atene il 25 gennaio 2015 all'età di 68 anni.
Roussos ha venduto oltre 60 milioni di album in tutto il mondo  Gli è stato intitolato un asteroide, il 279226 Demisroussos.

## Discografia

### Album in studio
- 1971 - On the Greek Side of My Mind
- 1973 - Forever and Ever (primo in Norvegia per 28 settimane, primo nei Paesi Bassi ed in Germania per 8 settimane e secondo in Austria)
- 1974 - My Only Fascination (sesto in Norvegia)
- 1974 - Auf Wiedersehn (settimo nei Paesi Bassi)
- 1975 - Souvenirs (secondo in Norvegia)
- 1976 - Happy to Be (quarto nel Regno Unito)
- 1976 - Kyrila, Insel Der Traume
- 1977 - The Demis Roussos Magic
- 1977 - Ainsi Soit-Il
- 1978 - Demis Roussos
- 1979 - Universum
- 1980 - Man of the World
- 1982 - Demis
- 1982 - Attitudes
- 1984 - Reflection
- 1985 - Senza tempo
- 1986 - Greater Love
- 1987 - Come All Ye Faithful
- 1988 - Le Grec
- 1988 - Time
- 1989 - Voice and Vision
- 1993 - Insight
- 1995 - Demis Roussos in Holland
- 1995 - Immortel
- 1996 - Serenade
- 1997 - Mon Ile
- 2000 - Auf Meinen Wegen
- 2009 - Demis

### Album dal vivo
- 1980 - Roussos Live!
- 1999 - Double Live
- 2006 - Live In Brasil
- 2015 - Live

### Raccolte
- 1974 - Greatest Hits
- 1975 - Golden Hits
- 1976 - Die Nacht Und Der Wein
- 1977 - Mes Succès
- 1977 - Magic
- 1980 - Insel der Zärtlichkeit
- 1982 - Profeta non sarò
- 1983 - Demis in italiano
- 1987 - The Story of Demis Roussos
- 1987 - Stationen
- 1989 - Ballads
- 1992 - The Golden Voice of Demis Roussos
- 1995 - Goodbye My Love Goodbye
- 1991 - Photo Fixe
- 1991 - Master Serie
- 1991 - Chante Noel
- 1991 - Christmas With Demis Roussos
- 1992 - The Very Best of Demis Roussos
- 1992 - Weihnachten Mit Demis Roussos
- 1992 - The Complete Collection
- 1993 - 40 Songs of Demis Roussos - 25 Years in Music
- 1993 - The Art of Demis Roussos & Aphrodite's Child
- 1994 - Tous Les Je Vous Aime
- 1995 - Les Inoubliables De Demis Roussos
- 1995 - Gold
- 1996 - A La France
- 1996 - Die Grossten Hits
- 1996 - My Favourite Songs
- 1997 - Mi Historia
- 1997 - Best of
- 1998 - Forever Classic
- 1998 - The Phenomenon 1968 - 1998
- 1998 - My Reasons (1998)
- 1998 - Time: The Best of Demis Roussos
- 1998 - Hans beste sanger
- 1999 - Auf Wiedersehn
- 1999 - Happy to Be
- 1999 - Man of the World
- 1999 - 30 Ans 30 Titres
- 1999 - The Best of Demis Roussos
- 1999 - The Singles
- 1999 - Collection Legende
- 1999 - Classic - Demis Roussos
- 1999 - Talents Du Siècle
- 1999 - Greatest Hits: 1971-1980
- 2000 - The Phenomenon
- 2000 - Millennium Edition
- 2000 - Forever in Your Heart
- 2000 - Islands of Love
- 2000 - Demis Roussos
- 2001 - Forever & Ever: 40 Greatest Hits
- 2002 - Very Best of Demis Roussos
- 2009 - Songs From an Island in the Sun

### EP
- 1976 - The Roussos Phenomenon (prima posizione nel Regno Unito e terza in Nuova Zelanda)